# Aculops eximius
Aculops eximius är en spindeldjursart som först beskrevs av Johan Ivar Liro 1941.  Aculops eximius ingår i släktet Aculops, och familjen Eriophyidae. Arten är reproducerande i Sverige.